# Górne (Hajnówka)
Górne – część miasta Hajnówki w Polsce, w województwie podlaskim, w powiecie hajnowskim. Rozpościera się w południowo-zachodniej części miasta, wzdłuż ulicy Górnej.

## Historia
Górne to dawniej samodzielna wieś. Za II RP należała do gminy Orla w powiecie bielskim w województwie białostockim. 13 kwietnia 1929 weszła w skład nowo utworzonej gminy Hajnówka w tymże powiecie, której 1 kwietnia 1930 nadano status gminy wiejskiej o miejskich uprawnieniach finansowych. Gmina Hajnówka przetrwała tylko ponad rok, bo już 30 czerwca 1930 zniesiono ją, a Górne powróciło do gminy Orla.
16 października 1933 roku Górne wraz z Poryjewem i Judzianką utworzyły gromadę Górne w gminie Orla.
1 października 1934 po raz drugi utworzono gminę Hajnówka, w związku z czym Górne ponownie odłączono od gminy Orla i włączono do gminy Hajnówka.
Po II wojnie światowej Górne zachowało przynależność administracyjną. 1 lipca 1952 gromadę Górne (z Górnem Poryjewem i Judzianką) zniesiono, włączając ją do miasta Hajnówki.